# Lettres frontière
Lettres frontière est une association transfrontalière franco-suisse créée en 2003. Elle est domiciliée à Archamps (Haute-Savoie), à 10 km d'Annemasse et 15 km de Genève.
L'association a été formalisée en 2003, mais son prix littéraire éponyme remonte à 1994[réf. nécessaire] et est alors soutenu par les villes d'Annemasse, Genève, Nyon et Thonon, le canton du Valais, les départements de la Savoie et de Haute-Savoie et la région Rhône-Alpes. À l'origine, en 1992-1993, un bateau-livre naviguait sur le Léman,,. Son but est de « mettre en lumière les richesses croisées de la Suisse romande et de la région Auvergne-Rhône-Alpes en littérature ». 
Pour cela, elle sélectionne chaque année cinq livres de Suisse romande et cinq livres d'Auvergne-Rhône-Alpes. Le lien à l'une des deux régions se fait par l'inscription territoriale de leur auteur, qui y vit. 
L'association effectue ensuite un travail de promotion autour de ces 10 titres auprès des bibliothèques et des librairies de ces deux territoires, en proposant une trentaine de rencontres avec les auteurs de la Sélection des livres concourant au Prix Lettres frontière. 
Le Prix Lettres frontière, binational, attribué chaque année via les Coups de cœur des lecteurs des bibliothèques et des librairies partenaires (soit environ 400 lecteurs participants), récompense deux lauréats, l'un suisse, l'autre français.
Lettres frontière collabore également à des salons et manifestations littéraires de part et d'autre de la frontière franco-suisse : Salon du livre à Genève, Villa Gillet à Lyon, biennale La Fureur de lire à Genève...

## Prix Lettres frontière

### Auteurs romands
- 2002 Noëlle Revaz pour Rapport aux bêtes[7]
- 2003 Philippe Dubath pour Zidane et moi[5]
- 2006 Elisabeth Horem pour Shrapnels: en marge de Bagdad
- 2007 Anne-Lise Grobéty pour La Corde de mi [8]
- 2008 Eugène pour La Vallée de la Jeunesse
- 2009 Yasmine Char pour La Main de Dieu
- 2010 Olivier Sillig pour La Cire perdue
- 2011 Jacques-Etienne Bovard pour La Cour des grands
- 2012 Metin Arditi pour Le Turquetto[9]
- 2013 Jean-François Haas pour Le Chemin sauvage[10]
- 2014 Bettina Stepczynski pour Sibylle, une enfant de Silésie
- 2015 Xochitl Borel pour L'alphabet des anges[11]
- 2016 Anne-Claire Decorvet pour Un lieu sans raison
- 2017 Silvia Härri pour Je suis mort un soir d'été
- 2018 Damien Murith pour Le cri du diable
- 2019 Chirine Sheybani pour Nafasam
- 2020 Roland Buti pour Grand National
- 2021 Laurent Koutaïssoff pour Atlas
- 2022 Emmanuelle Sorg pour Quartier d'orange
- 2023 Noël Nétonon Ndjékéry pour Il n'y a pas d'arcs-en-ciel au paradis[12]

### Auteurs rhônalpins
- 2000 Brigitte Giraud pour Nico[13]
- 2001 Yves Bichet pour Les Terres froides[14]
- 2002 Hubert Mingarelli pour La beauté des loutres [7]
- 2004 Jane Sautière pour Fragmentation d'un lieu commun
- 2005 Pascal Morin pour L’Eau du bain
- 2006 Franck Pavloff pour Le Pont de Ran-Mositar
- 2007 Pascal Garnier pour Comment va la douleur? [8]
- 2008 Sorj Chalandon pour Mon traître
- 2009 Delphine Bertholon pour Twist
- 2010 Jean-Noël Blanc pour Le Nez à la fenêtre
- 2011 Lionel Salaün pour Le Retour de Jim Lamar
- 2012 Antoine Choplin pour Le Héron de Guernica
- 2013 Franck Pavloff pour L’Homme à la carrure d’ours [10]
- 2014 Paola Pigani pour N’entre pas dans mon âme avec tes chaussures
- 2015 Christian Chavassieux pour L'affaire des vivants
- 2016 Hubert Mingarelli pour La route de Beit Zera
- 2017 François Garde pour L'effroi
- 2018 Carine Fernandez pour Mille ans après la guerre
- 2019 Françoise Guérin pour Maternité
- 2020 Tom Noti pour Elles m'attendaient...
- 2021 Samuel Aubin pour Istanbul à jamais
- 2022 Corinne Royer pour Pleine terre
- 2023 Anne Sibran pour Le Premier rêve du monde[12]